# Neško Milovanović
Neško Milovanović (født 4. december 1974) er en tidligere bulgarsk fodboldspiller.